# لبیاژیه (شهرستان کامیزیاکسکی، استان آستراخان)
لبیاژیه (به لاتین: Lebyazhye) یک منطقهٔ مسکونی در روسیه است که در استان آستراخان واقع شده‌است.